# Sielco (stacja kolejowa)
Sielco (ros. Сельцо) – stacja kolejowa w miejscowości Sielco, w obwodzie briańskim, w Rosji. Położona jest na linii Briańsk – Smoleńsk.

## Historia
Stacja powstała w XIX w. na drodze żelaznej orłowsko-witebskiej pomiędzy stacjami Bołwa i Rżanica.